# ゾフィー・ルイーゼ・フォン・ヴュルテンベルク
ゾフィー・ルイーゼ・フォン・ヴュルテンベルク（ドイツ語: Sophie Luise von Württemberg, 1642年2月19日 - 1702年10月3日）は、ブランデンブルク＝バイロイト辺境伯クリスティアン・エルンストの妃。

## 生涯
ゾフィー・ルイーゼはヴュルテンベルク公エーバーハルト3世とアンナ・カタリーナ・フォン・ザルム＝キルブルクの娘として1642年に生まれた。ゾフィー・ルイーゼには13人のきょうだい、そして父の2番目の妃マリア・ドロテア・ゾフィア・フォン・エッティンゲンが生んだ11人の異母きょうだいがいた 。
1671年2月8日、シュトゥットガルトにおいてブランデンブルク＝バイロイト辺境伯クリスティアン・エルンストと結婚した。クリスティアン・エルンストの最初の妃エルトムーテ・ゾフィー・フォン・ザクセンは子供のないまま8ヵ月前に死去していた。ゾフィー・ルイーゼは29歳、夫クリスティアン・エルンストはそれより幾分歳上であった。この結婚で6人の子供が生まれた。
ゾフィー・ルイーゼとクリスティアン・エルンストの仲は良好であり、ゾフィー・ルイーゼはクリスティアン・エルンストの旅行の際には従い、夫が帝国軍の遠征に参加している時にも文通を頻繁にしていた。バイロイトの旧宮殿はゾフィー・ルイーゼのために改装され、1700年ごろには2つの新しい翼が完成した。
ゾフィー・ルイーゼは1702年10月3日にバイロイトにおいて60歳で死去し、バイロイト教区教会に埋葬された。

## 子女
- クリスティアーネ・エーバーハルディネ（1671年 - 1727年） - 1693年、ザクセン選帝侯フリードリヒ・アウグスト1世（後にポーランド王アウグスト2世）と結婚。
- エレオノーレ・マグダレーネ（1673年 - 1711年） - 1704年、ホーエンツォレルン＝ヘヒンゲン伯爵ヘルマン・フリードリヒと結婚。
- クラウディア・エレオノーレ・ゾフィー（1675年 - 1676年）
- シャルロッテ・エミリア（1677年 - 1678年）
- ゲオルク・ヴィルヘルム（1678年 - 1726年）
- カール・ルートヴィヒ（1679年 - 1680年）